# 과학문화진흥회
과학문화진흥회는 국민의 과학기술의식 제고와 과학기술 대중화 운동, 생활의 합리화와 삶의 질 향상을 목적으로 2002년 8월 13일 설립허가된 대한민국 미래창조과학부 소관의 사단법인이다. 사무실은 서울특별시 강남구 역삼동 635-4 과학기술회관 신관1014호에 있다.